# 白洋淀站
白洋淀站位于中华人民共和国河北省保定市容城县县城北侧，距容城县中心10分钟车程，是津保铁路上的车站，2015年12月28日启用营运，由中国铁路北京局集团北京车务段管辖。本站与白沟站为河北雄安新区规划中的两个辅助客运站。

## 車站構造
| 2    | 侧式站台               | 侧式站台                            |
| 2    | 1站台                  | 津保铁路 往天津西方向（白沟）       |
| 2    | 通过线                 | 津保铁路 上行列车通过线             |
| 2    | 通过线                 | 津保铁路 下行列车通过线             |
| 2    | 2站台                  | 津保铁路 往保定方向（徐水、保定东） |
| 2    | 侧式站台               |                                     |
| 地面 | 售票厅、进站口、候车厅 |                                     |
| 地面 | 出站口                 |                                     |
| -1   | 出站通道               |                                     |

## 旅客列车目的地
目前每天有17班旅客列车在白洋淀站办理客运业务，其中动车组列车（D、G字头）14班，普速列车3班。
| 列车所属路局 | 目的地                                     |
| ------------ | ------------------------------------------ |
| 北京局集团   | 邯郸东、秦皇岛、石家庄、天津西、香港西九龍 |
| 哈尔滨局集团 | 哈尔滨西                                   |
| 济南局集团   | 济南西                                     |
| 沈阳局集团   | 长春、昆明、沈阳、沈阳北、郑州东           |
| 太原局集团   | 太原南                                     |

## 車站周邊
- 容城鎮一中

## 歷史
- 2014年8月动工。
- 2015年6月30日完工。
- 2015年12月28日通车启用。[6][7]
- 2019年中国移动在该站开通5G试验网[8]。